# Чемпионат мира по горнолыжному спорту 1933
3-й чемпионат мира по горнолыжному спорту прошёл с 6 по 10 февраля 1933 года в Инсбруке, Австрия.

## Общий медальный зачёт
| Место | Страна         | Золото | Серебро | Бронза | Всего |
| ----- | -------------- | ------ | ------- | ------ | ----- |
| 1     | Австрия        | 5      | 2       | 2      | 9     |
| 2     | Швейцария      | 1      | 3       | 3      | 7     |
| 3     | Великобритания | 0      | 1       | 1      | 2     |

## Медалисты

### Мужчины
| Дисциплина       | Золото         | Серебро        | Бронза      |
| ---------------- | -------------- | -------------- | ----------- |
| Скоростной спуск | Вальтер Прагер | Давид Цогг     | Ханс Хаузер |
| Слалом           | Антон Зелос    | Густав Ланчнер | Фриц Штойри |
| Комбинация       | Антон Зелос    | Фриц Штойри    | Отто Фуррер |

### Женщины
| Дисциплина       | Золото              | Серебро            | Бронза           |
| ---------------- | ------------------- | ------------------ | ---------------- |
| Скоростной спуск | Инге Версин-Ланчнер | Нини фон Аркс-Цогг | Герда Паумгартен |
| Слалом           | Инге Версин-Ланчнер | Хелен Баутон       | Хелена Цингг     |
| Комбинация       | Инге Версин-Ланчнер | Герда Паумгартен   | Джинетте Кесслер |